# Tuvalu világörökségi helyszínei
Tuvalu területéről eddig egy helyszín sem került fel a világörökségi listára, egy helyszín a javaslati listán várakozik felvételre. 
| Megnevezés                        | Kép | Típus      | Kritérium | Év   | Link |
| --------------------------------- | --- | ---------- | --------- | ---- | ---- |
| Tuvalu atoll szigeteki kultúrtája |     | Kulturális | III, V    | 2024 | 6707 |